# Casal Thaulero
Casal Thaulero (detto anche Casale) è una frazione di Roseto degli Abruzzi, in provincia di Teramo. Si trova su una collina che si affaccia a sud sulla Valle del Vomano e a nord sull'antica Montepagano.  Casale venne ufficialmente riconosciuta frazione il 9 novembre 1955. Il giorno di festa è l'8 settembre, quando si festeggia il santo patrono del piccolo centro abitato: san Vito.
La frazione si trova a circa 90 m s.l.m. ed ha una popolazione di 376 abitanti.

## Storia
La piazza del piccolo centro abitato era inizialmente chiusa a ovest dalla dimora estiva (il "casale" da cui prende il nome la località) dei signori Thaulero di Teramo, originari di Amburgo. La famiglia fu inviata a sovrintendere quest'area dell'Abruzzo da un mandato di Carlo V d'Asburgo. Un protagonista fu Giovanni Thaulero che, grazie alla sua preparazione filosofica e umanistica, ricoprì la carica di segretario della società economica di Teramo e altri ruoli nel Regno di Napoli. Il Casale che si trovava nel comune di Montepagano, era al centro della tenuta agricola di famiglia, in cui si sperimentavano nuove tecniche agricole. A metà 1800 popolazione rurale registrò una crescita demografica.

## Monumenti e luoghi d'interesse

### Chiesa della Natività di Maria
Fatta costruire da Giovanni Thaulero nel 1836, fu annessa alla parrocchia di Montepagano da Don Lorenzo Braccischi negli anni 20 del XX secolo. Nella croce posta sopra al tabernacolo (anch'essa del 1836) sono conservate reliquie (ossa)  di Bonaventura da Bagnoregio, Santa Cecilia e Maria Goretti.